# Алфимовы
Алфимовы — старинный дворянский род столбового дворянства.
Сведения об этой фамилии начинаются Иваном Васильевичем Алфимовым, убитым при взятии Казани 2 октября 1552 года.
Григорий (Рудак) Афанасьев сын Алфимов, клинский сын боярский, получил от Ивана Грозного по царской грамоте 1 апреля 1553 года за службу и за старость позволение жить в деревне, а сыновьям его Игнатию и Борису велено быть детьми боярскими по Клинскому уезду.
Иван Борисович жалован вотчиною от царя Михаила Федоровича «за московское осадное сиденье». Сын его, Михайло Иванович, находился дьяком московско-судного приказа в 1633 году; из двоюродных братьев его — Назарий Михайлович послан был в 1656 году в Швецию, в 1657 г. — в Польшу, а Иван Михайлович находился в 1667 году воеводою на Самаре и там убит Стенькою Разиным.
Сын его, Михаил Иванович, был воеводою в Туринске с 1681 по 1686 год.
Дмитрий Федорович Алфимов находился в начале царствования Екатерины II губернаторским товарищем по Московской губернии, потом был комиссаром при Московской Штатс-конторе.

## Описание герба
Щит разделён перпендикулярно на две части, из коих в правой в серебряном поле изображены три Орлиных Крыла чёрных. В левой части в красном поле крестообразно положены Шпага и Стрела серебряные.
Щит увенчан обыкновенным дворянским шлемом с дворянскою на нём Короною. Намёт на щите красной, подложенный серебром. Герб рода Алфимовых внесён в Часть 2 Общего гербовника дворянских родов Всероссийской империи, стр. 81.

## Известные представители
- Алфимов Михаил — дьяк в 1627 г.
- Алфимов Михаил Игнатьевич — нижегородский городской дворянин в 1627-1629 г., московский дворянин в 1636-1640 г.
- Алфимов Назарий Михайлович — стряпчий в 1640 г., стольник в 1658-1668 г. (ум. 1669).
- Алфимов Михаил Игнатьевич — воевода в Вятке в 1644-1647г.
- Алфимов Кузьма Игнатьевич — московский дворянин в 1658г.
- Алфимов Дмитрий и Игнатий Ивановичи — стряпчие в 1658-1677 г.
- Алфимов Иван Михайлович — стольник в 1658-1668 г.
- Алфимов Михаил Иванович — воевода в Туринске в 1681-1684г., в Березове в 1684г.
- Алфимов Владимир Михайлович — воевода в Ряжске в 1688г[2].
- Алфимовы: Владимир Михайлович, Гаврила, Гаврила Васильевич, Кузьма Игнатьевич, Михаил Иванович — московские дворяне в 1676-1692 г[3].